# Ward Swingle
Ward Swingle (Mobile, 21 september 1927 – Eastbourne, 19 januari 2015) was een Amerikaanse jazzmuzikant (piano, zang), leider van The Swingle Singers, arrangeur en filmcomponist.

## Carrière
Swingle toonde al op jeugdige leeftijd belangstelling voor jazzmuziek en speelde tijdens zijn middelbareschooltijd in regionale bigbands. Hij bezocht het Cincinnati Conservatory of Music, dat hij cum laude afsloot en verhuisde daarna naar Parijs om bij Walter Gieseking piano te studeren. Sinds 1959 werkte hij enerzijds in de zanggroep Les Double Six van Mimi Perrins en als achtergrondzanger in de studio en anderzijds als muzikaal leider van het Ballets de Paris. Verveeld van de studiojobs, die hem als zanger werden aangeboden, ging Swingle samen met zangers van Les Double Six en de door Blossom Dearie geformeerde Blue Stars om eigen arrangementen van bekende instrumentale nummers te zingen.
De groep kreeg de naam The Swingle Singers en was zeer succesvol. Toen de Franse oorspronkelijke bezetting in 1973 werd ontbonden, vertrok Swingle naar het Verenigd Koninkrijk en formeerde daar Swingle II, een opvolgend ensemble, dat aanvankelijk vooral Britse koormuziek, maar ook eigentijdse klassieke muziek vertolkte. In 1985 keerde Swingle terug naar de Verenigde Staten, maar fungeerde hij wel verder als muzikaal adviseur van Swingle II. Tot 1994 onderrichtte hij aan Noord-Amerikaanse universiteiten. Sporadisch werkte hij ook als gastdirigent met bijvoorbeeld het Stockholms kamerkoor, het Nederlands kamerkoor, de Dale Warland Singers, het Motettenkoor van de Philharmonie Sydney en de BBC Northern Singers.
In maart 1994 keerde hij met zijn echtgenote terug naar Frankrijk. In 2004 werd hij benoemd tot officier in de Ordre des Arts et des Lettres. 
De sinds 2000 in Graz bij de 'International A Cappella Competition' van het festival vokal.total toegekende Ward Swingle Award voor a-capella-groepen werd benoemd naar Swingle.
Tijdens de jaren 1960 componeerde Swingle de muziek voor meerdere filmproducties, waaronder voor regisseurs als Marcel Ophüls, Michel Drach, Bernard Toublanc-Michel en Andrzej Wajda.

## Overlijden
Ward Swingle overleed op 19 januari 2015 op 87-jarige leeftijd in het Britse Eastbourne.

## Filmografie
- 1963: Dragées au poivre
- 1963: Peau de banane
- 1964: Aimez-vous les femmes
- 1964: Baiser d'été
- 1965: Faites vos jeux, mesdames
- 1966: Safari diamants
- 1967: Singapore, Singapore
- 1967: Operazione San Pietro
- 1968: Gates to Paradise
- 1971: Les vieux loups bénissent la mort

- Biblioteca Nacional de España: XX858933
- Bibliothèque nationale de France: cb139338100 (data)
- Gemeinsame Normdatei: 134535049
- International Standard Name Identifier: 0000 0001 2148 5009
- Library of Congress Control Number: n85194185
- Nationale Bibliotheek van Letland: 000328542
- MusicBrainz: 53ae8d8a-3d72-483f-b651-d4031a89f54e
- Nationale Bibliotheek van Tsjechië: xx0037078
- Nationale Bibliotheek van Israël: 987007320990105171
- Nederlandse Thesaurus van Auteursnamen: 072197846
- SNAC: w6862n57
- Système universitaire de documentation: 070277354
- Virtual International Authority File: 115801033
- WorldCat: E39PBJwMDMFrjqTDgpywTHxYyd